# Store Memurutinden
Store Memurutinden – szczyt w Górach Skandynawskich. Leży w Norwegii, w regionie Oppland. Należy do pasma Jotunheimen. Jest to ósmy co do wysokości szczyt Norwegii.